# Sven-Olof Lundgren
Sven-Olof Lundgren (* 3. November 1908 in Örnsköldsvik; † 26. März 1946 ebenda) war ein schwedischer Skispringer.
Lundgren, der für den IF Friska Viljor startete, gewann 1928 mit dem Team seinen ersten schwedischen Meistertitel. Kurz darauf startete er für Schweden bei den ersten Olympischen Winterspielen 1928 im Schweizer St. Moritz. Nach Sprüngen auf 48 und 59 Meter belegte er am Ende den fünften Gesamtrang von der Normalschanze. Im darauffolgenden Jahr gewann er bei der Schwedischen Meisterschaft erneut mit der Mannschaft und wurde zugleich auch Sieger im Einzelspringen. Mit diesem Einzeltitel war er zudem erster nationaler Meister seines Vereins.